# Ian Stewart (athlétisme)
Pour les articles homonymes, voir Ian Stewart et Stewart.
Ian Stewart, né le 15 janvier 1949 à Birmingham en Angleterre, est un athlète écossais spécialiste des épreuves de cross-country et de 5 000 mètres. Sacré champion du monde de cross-country en 1975, il est le seul athlète écossais de l'histoire à avoir remporté un titre mondial en athlétisme.
Il a une sœur cadette, Mary Stewart, qui a été championne d'Europe en salle du 1 500 mètres en 1977.

## Carrière
En octobre 1972, il remporte la deuxième édition des Foulées rennaises.

### Palmarès
| Date | Compétition                    | Lieu      | Résultat | Performance   |
| ---- | ------------------------------ | --------- | -------- | ------------- |
| 1969 | Championnats d'Europe en salle | Belgrade  | 1er      | 7 min 55 s 4  |
| 1969 | Championnats d'Europe          | Athènes   | 1er      | 13 min 44 s 8 |
| 1970 | Jeux du Commonwealth           | Édimbourg | 1er      | 13 min 22 s 8 |
| 1972 | Jeux olympiques                | Munich    | 3e       | 13 min 27 s 6 |
| 1975 | Championnats du monde de cross | Rabat     | 1er      | 35 min 20 s   |

### Records
Ian Stewart améliore le record d'Europe du 5000 m. en juillet 1970 lors des championnats du Commonwealth dans le temps de 13 min 22 s 8